# Bùi Hải Sơn
Bùi Hải Sơn (sinh năm 1963) là Thiếu tướng Quân đội nhân dân Việt Nam. Nguyên là Thường vụ Đảng ủy Đoàn 969, Nguyên Phó Bí thư Đảng uỷ, Nguyên Tư lệnh Bộ Tư lệnh Bảo vệ Lăng Chủ tịch Hồ Chí Minh, kiêm Quyền Trưởng ban Ban Quản lý Lăng Chủ tịch Hồ Chí Minh từ năm 2020 .

## Thân thế và sự nghiệp
Ông sinh ngày 15 tháng 7 năm 1963 tại xã Sóc Đăng, huyện Đoan Hùng, tỉnh Phú Thọ.
Ông là người dân tộc Kinh, không theo tôn giáo nào, quê quán tại xã Hiền Quan, huyện Tam Nông, tỉnh Phú Thọ.
Ông có trình độ học vấn: Tiến sỹ kỹ thuật.
Ngày 31 tháng 10 năm 2018, tại Quyết định 1441/QĐ-TTg, Thủ tướng Chính phủ bổ nhiệm Đại tá Bùi Hải Sơn, Phó Tư lệnh, Tham mưu trưởng, Bộ Tư lệnh Bảo vệ Lăng Chủ tịch Hồ Chí Minh giữ chức Phó Trưởng ban Ban Quản lý Lăng Chủ tịch Hồ Chí Minh.
Ngày 14 tháng 11 năm 2018, theo quyết định của Bộ trưởng Bộ Quốc phòng, Đại tá Bùi Hải Sơn, Phó Tư lệnh, Tham mưu trưởng Bộ Tư lệnh Bộ Tư lệnh Bảo vệ Lăng Chủ tịch Hồ Chí Minh, giữ chức Tư lệnh Bộ Tư lệnh Bảo vệ Lăng Chủ tịch Hồ Chí Minh.
Tháng 4 năm 2020, ông được thăng quân hàm Thiếu tướng. Ngày 28 tháng 7 năm 2020 ông được cử làm Quyền Trưởng ban Ban Quản lý Lăng Chủ tịch Hồ Chí Minh 